# Jan Frederik Schouten
Jan Frederik Schouten (Rotterdam, 29 mei 1910 - Eindhoven, 12 augustus 1980) was een Nederlands natuurkundige, bedrijfsleider, en buitengewoon hoogleraar in de perceptie- en informatieleer aan de Technische Hogeschool te Eindhoven.
Hij was de zoon van de wiskundige Jan Arnoldus Schouten, studeerde fysica en promoveerde in 1937 aan de Rijksuniversiteit Utrecht bij Ornstein op een biofysisch onderwerp. Hij ging werken op het Philips Natuurkundig Laboratorium geleid door Gilles Holst. Hij gebruikte optische technieken voor de bestudering van een akoestisch probleem. Schouten toonde aan dat de manier waarop wij een toonhoogte in de meeste geluiden waarnemen anders in zijn werk gaat dan sinds Hermann von Helmholtz algemeen werd aangenomen.
Daarna ging hij als leider van de telefoniegroep op zoek naar efficiënte methoden om het spraaksignaal over te brengen. Hij ontdekte, samen met Frank de Jager nog tijdens de Tweede Wereldoorlog dat digitaliseren van het spraaksignaal grote mogelijkheden opende. Onafhankelijk deed in de Verenigde Staten het Bell laboratorium ongeveer gelijktijdig een soortgelijke ontdekking, waarmee het digitale tijdperk werd ingeluid.
Na een periode als directeur van een telefoniefabriek van Philips keerde hij terug tot wetenschappelijk onderzoek. Hij richtte, met steun van Hendrik Casimir, aan de Technische Universiteit Eindhoven het Instituut voor Perceptie Onderzoek op, waarin Philips een belangrijk aandeel had.
Professor J.F.Schouten was lid van de Koninklijke Nederlandse Akademie van Wetenschappen.